# Meridian (Nueva York)
Meridian es una villa ubicada en el condado de Cayuga, en el estado estadounidense de Nueva York. En el año 2010 tenía una población de 309 habitantes y una densidad poblacional de 160.98 habitantes por km².

## Geografía
Meridian se encuentra ubicada en las coordenadas 43°9′49″N 76°32′6″O / 43.16361, -76.53500.

## Demografía
Según la Oficina del Censo en 2000 los ingresos medios por hogar en la localidad eran de $48,250, y los ingresos medios por familia eran $35,313. Los hombres tenían unos ingresos medios de $25,125 frente a los $15,567 para las mujeres. La renta per cápita para la localidad era de $18,287. Alrededor del 9.4% de la población estaban por debajo del umbral de pobreza.